# Sparco
Sparco SpA — итальянская компания, специализирующаяся на выпуске комплектующих для автомобилей (спортивные рули, спортивные сиденья, дворники и т.д...). Также производит детские кресла, мотошлемы, одежду для гонщиков и механиков. Штаб-квартира в Турине, Италия. Спонсор многих гонок, в том числе ралли, Формулы-1,                                     и гонок на мотоциклах. Литые диски от Sparco производятся итальянской компанией OZ Group. Поставляет комплектующие для производства спорткаров престижных марок: Alfa Romeo, Maserati, Mercedes-Benz(AMG), Lamborgini и т.д.

## Продукция

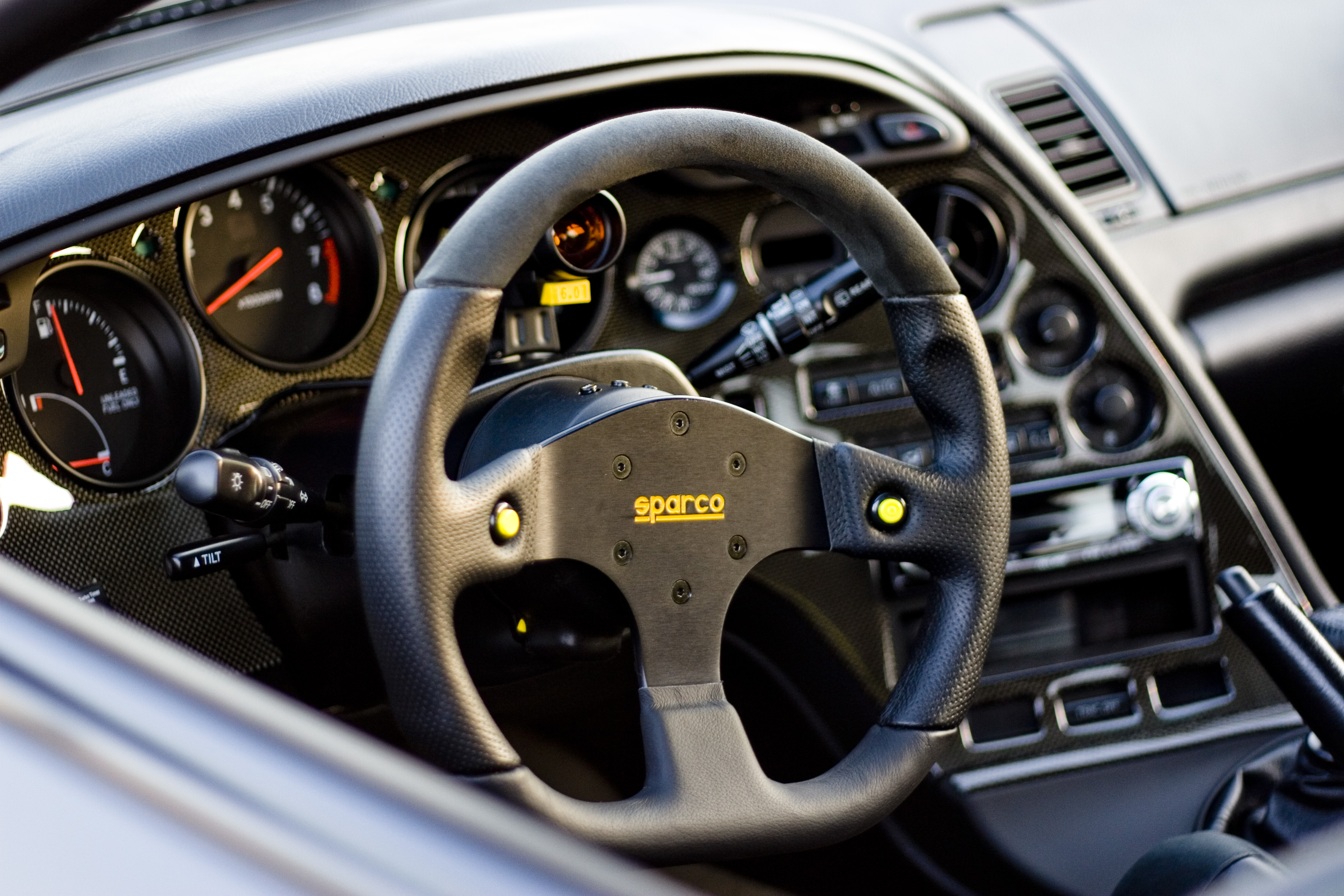
Руль от Sparco

Продукция Sparco, несмотря на высокую цену, популярна у стритрейсеров (в том числе и у российских) и любителей тюнинга, начиная от спортивных автомобилей, участвующих в ралли, и заканчивая машинами вроде "Жигулей" благодаря высокому качеству, удобству, надёжности и безопасности. Из-за высокой стоимости, хорошей репутации и огромной популярности товаров от бренда Sparco его продукция часто подделывается.

## История
Компания была основана в 1977 году раллийными пилотами Антонио Париси и Инрико Глориосо. Один из них был сыном бизнесмена, поставлявшего экипировку для пожарных.
Изначальной их целью было создание огнеупорных комбинезонов для гонщиков (в те времена гонщики надевали хлопковые комбинезоны, которые легко загорались). Первый комбинезон, устойчивый к огню, был создан в 1978 году и выдерживал пламя 11 секунд. Он был сделан из номекса для одежды пожарных. Такие костюмы соответствовали требованиям, введенным в связи с этим FIA 8856-2000. И это было только первым достижением компании в рамках производства безопасной экипировки для гонщиков. С каждым годом этот 11-секундный показатель увеличивался, что значило еще более огнеупорные материалы. Первые сидения Sparco появились в продаже в 1978 году и были настолько качественно сконструированы, что стали образцом для подражания для других автомобильных брендов.
Следующим изобретением стало кресло для автоспорта, имевшее большой успех.
Первым победителем "Формулы-1", использовавшим экипировку от фирмы "Спарко" стал Нельсон Пике в 1983 году.
В 1994 году продукция фирмы Sparco начала продаваться в России.
Через некоторое время фирма "Спарко" начала выпускать оборудование для картинга, а с начала 90-х годов - для тюнинга. С 1999 года начинается производство карбоновых деталей для суперкаров.
Ныне компания имеет офисы в Италии, США, Тунисе и Бразилии.